# 린스이
린쓰이(중국어: 林思意, 병음: Lín Sīyì, 한자음: 임사의, 영어: Sissy Lin, 1994년 4월 5일 ~ )은 중국의 아이돌 가수, 배우이다. 중국의 걸 그룹 SNH48 Team HⅡ 의 일원이다. 그리고 연예 기획사 STAR48(丝芭传媒)의 소속 연예인이다.

## 출연작

### 드라마
- 2016년 안후이 위성 텔레비전 해돈제일극장 《극품가정》 - 소옥상 역
- 2017년 후난위성텔레비전 청춘진행중 《택천기》 - 소흑룡 역
- 2018년 아이치이 웹드라마 《운석전》 - 구양영정 역
- 2020년 텐센트 웹드라마 《부세쌍교전》 - 시진진 역
- 2021년 동방 위성 텔레비전 동방극장 《공훈》 - 라이디 역
- 2022년 동방 위성 텔레비전 동방극장 《행복도만가》 - 왕시오위 역